# Bodil Pettersson
Bodil  Elisabeth Viktoria Pettersson (artistnamn Bodil P), född 1 april 1962 i Stockholm, är en svensk konstnär inom måleri, skulptur, och film. Hon  är född och uppvuxen i Stockholms län. Hon studerade 1985–1992 på konstskolor i Stockholm och 1995–1996 film på Dramatiska Institutet.

## Separatutställningar
- Konsthall Alvikstorpet, Alvik, Stockholm. Måleri 2019
- Galleri P.S. Stockholm med Cecelia Britten-Austin. Måleri 2017
- Galleri Nockeby, Bromma. Stockholm. Måleri skulptur 2018
- Galleri Havsvikbo. Sthlms län. Måleri och skulptur, årligen 2015-2017
- Phenix, Odenplan, Stockholm 2012
- Galleri Tersaeus. Måleri. Anita Brusewitz Hansson skulptur 2011
- Galleri Reimersholme. Måleri 2007
- Konsthall Hornstulls bibliotek. Sthlms Kulturförening. Måleri 2007
- Galleri Tersaeus. Måleri. Anita Brusewitz Hansson, skulptur 2006
- Spånga Folkets hus. Måleri 2006
- Galleri Bellange. Måleri, skulptur, konstkeramik 2005
- Galleri Bjurman/Hagman. Måleri, skulptur, konstkeramik 1999

## Samlingsutställningar
- Konstrundan Västerort 2018
- Carlson Art. Stockholmsmässan i Älvsjö. Sthlms län. Måleri 2017
- Konsthall. Konstpoolen, jurybedömd, Nynäshamn. Sthlms län. Måleri 2016
- Galleri P S. Stockholm Jul och nyår årligen 2013–2016
- Konsthall Fållnäs Gård. Sorunda. Nynäshamn. Sommar 2013
- Galleri P S. Stockholm Invigning. 2012
- Konsthall Mariakyrkan. Huddinge. Sthlms län. 2011
- Galleri C. Mariatorget, Måleri, skulptur, konstkeramik 2009
- Vintervikens trädgård Cafe och omgivning 2009
- Nybrovikens kontor. Stockholm. Måleri. 2008
- Galleri C, Mariatorget 1C. Måleri, skulptur, konstkeramik, kortfilm 2008
- Reimersholmes Kulturförening. Måleri. 2007
- Galleri Tersaeus. Måleri. Skulpturer av Anita Hansson Brusewitz. 2006
- Hamngalleri Nynäshamn. Sthlms län Måleri. (Skulptur A Brusewitz). 1997
- Dramatiska Institutet. Examens film 1995
- Dramatiska Institutet. Installation 1994
- Kulturfestivalen Stockholm. Måleri, skulptur, keramik. 1993
- Lidingö stadshus. Måleri, skulptur, konstkeramik. 1992